# Редмонд (Орегон)
Редмонд (англ. Redmond) — місто (англ. city) в США, в окрузі Дешутс штату Орегон. Населення — 33 274 особи (2020).

## Географія
Редмонд розташований за координатами 44°15′46″ пн. ш. 121°10′48″ зх. д. / 44.26278° пн. ш. 121.18000° зх. д. (44.262753, -121.180137).  За даними Бюро перепису населення США в 2010 році місто мало площу 43,49 км², з яких 43,49 км² — суходіл та 0,00 км² — водойми.

### Клімат
| Клімат : Редмонд        | Клімат : Редмонд | Клімат : Редмонд | Клімат : Редмонд | Клімат : Редмонд | Клімат : Редмонд | Клімат : Редмонд | Клімат : Редмонд | Клімат : Редмонд | Клімат : Редмонд | Клімат : Редмонд | Клімат : Редмонд | Клімат : Редмонд | Клімат : Редмонд |
| Показник                | Січ.             | Лют.             | Бер.             | Квіт.            | Трав.            | Черв.            | Лип.             | Серп.            | Вер.             | Жовт.            | Лист.            | Груд.            | Рік              |
| Абсолютний максимум, °C | 19,4             | 22,8             | 26,7             | 31,7             | 37,2             | 38,3             | 40,6             | 42,2             | 40,6             | 35,0             | 24,4             | 19,4             | 42,2             |
| Середній максимум, °C   | 5,4              | 8,3              | 11,5             | 15,2             | 19,5             | 24,2             | 29,7             | 28,9             | 24,6             | 17,8             | 9,8              | 5,7              | 16,7             |
| Середній мінімум, °C    | −5,4             | −4,1             | −3,2             | −1,6             | 1,9              | 5,5              | 8,2              | 7,6              | 3,9              | 0,1              | −2,8             | −5,3             | 0,4              |
| Абсолютний мінімум, °C  | −32,8            | −28,3            | −18,3            | −12,2            | −11,1            | −4,4             | −2,2             | −3,9             | −8,9             | −19,4            | −25,6            | −33,3            | −33,3            |
| Норма опадів, мм        | 27               | 17               | 17               | 14               | 25               | 20               | 10               | 12               | 10               | 16               | 25               | 27               | 219              |
| Днів з опадами          | 9                | 7                | 8                | 7                | 7                | 6                | 3                | 3                | 4                | 6                | 9                | 9                | 78,0             |
| ----------------------- | ---------------- | ---------------- | ---------------- | ---------------- | ---------------- | ---------------- | ---------------- | ---------------- | ---------------- | ---------------- | ---------------- | ---------------- | ---------------- |
| Джерело:                |                  |                  |                  |                  |                  |                  |                  |                  |                  |                  |                  |                  |                  |

## Демографія
Згідно з переписом 2010 року, у місті мешкало 26 215 осіб у 9947 домогосподарствах у складі 6789 родин. Густота населення становила 603 особи/км².  Було 10965 помешкань (252/км²).
Расовий склад населення:
| - 89,0 % — білих - 1,3 % — корінних американців - 0,8 % — азіатів - 0,4 % — чорних або афроамериканців - 0,2 % — вихідців з тихоокеанських островів - 5,4 % — осіб інших рас |

До двох чи більше рас належало 2,9 %. Частка іспаномовних становила 12,5 % від усіх жителів.
За віковим діапазоном населення розподілялося таким чином: 27,9 % — особи молодші 18 років, 59,4 % — особи у віці 18—64 років, 12,7 % — особи у віці 65 років та старші. Медіана віку мешканця становила 33,9 року. На 100 осіб жіночої статі у місті припадало 93,4 чоловіків;  на 100 жінок у віці від 18 років та старших — 90,0 чоловіків також старших 18 років.
Середній дохід на одне домашнє господарство  становив 48 833 долари США (медіана — 40 154), а середній дохід на одну сім'ю — 52 934 долари (медіана — 44 904). Медіана доходів становила 42 033 долари для чоловіків та 35 506 доларів для жінок. За межею бідності перебувало 24,7 % осіб, у тому числі 38,8 % дітей у віці до 18 років та 6,9 % осіб у віці 65 років та старших.
Цивільне працевлаштоване населення становило 10 425 осіб. Основні галузі зайнятості: освіта, охорона здоров'я та соціальна допомога — 20,3 %, мистецтво, розваги та відпочинок — 14,4 %, виробництво — 13,7 %.